# Immersie (virtual reality)
Immersie is de perceptie van fysiek aanwezig te zijn in een niet-fysieke wereld. Deze perceptie wordt gegenereerd door de gebruiker van virtuelewerkelijkheidstechnologie te omgeven met beelden, geluid en andere stimuli die een complete omgeving simuleren. Immersie betekent letterlijk onderdompeling.

## Vormen
Ernest W. Adams, auteur en specialist in game design, maakt een onderscheid tussen drie vormen van immersie:
tactische immersieTactische immersie wordt ervaren wanneer een speler tactische operaties uitvoert die een zekere vaardigheid vergen. De gebruiker voelt zich op deze manier "in the zone", doorheen het perfectioneren van zijn acties.
strategische immersieStrategische immersie is meer cerebraal gegeven en wordt geassocieerd met een mentale uitdaging. Schaakspelers ervaren een strategische immersie bij het correct en succesvol uitvoeren van een zet na het kiezen uit een reeks aan mogelijkheden.
narratieve immersieNarratieve immersie wordt ervaren wanneer spelers zich inleven in een verhaal, gelijkaardig aan het lezen van een boek of het bekijken van een film.
Staffan Björk en Jussi Holopainen maken een onderscheid in gelijkaardige categorieën, maar gebruiken een andere terminologie:
sensorisch-motorische immersie
cognitieve immersie
emotionele immersie
En voegen hier nog een vierde categorie aan toe:
ruimtelijke immersiespatiale of ruimtelijke immersie doet zich voor wanneer een speler de gesimuleerde ruimte als perceptueel overtuigend ervaart. De speler heeft het gevoel van effectief "daar" te zijn en de gesimuleerde wereld wordt als "echt" ervaren.

## Presence (aanwezigheid)
Presence of aanwezigheid, is een term die afgeleid is van telepresence/teleaanwezigheid, een fenomeen dat mensen de mogelijkheid biedt te interageren en zichzelf verbonden voelen met de wereld aan de hand van technologie. Het wordt gedefinieerd als diens subjectieve ervaring van aanwezigheid in een door een medium getoonde scene, veeleer virtueel in vorm.
Virtuelerealiteitsbrillen kunnen het visceraal gevoel genereren ergens in een gesimuleerde wereld aanwezig te zijn, deze vorm van ruimtelijk immersie wordt "presence" genoemd. Volgens Oculus VR zijn de technologische vereisten om een dergelijke viscerale reactie te genereren een low-latency, en precies 'tracken', volgen van bewegingen.
Volgens Michael Abrash en het VR research team bij Valve, zij de volgende criteria nodig om een gevoel van "presence" te bekomen:
- Een breed gezichtsveld (80 graden of meer)
- Adequate resolutie (1080p of beter)
- Lage pixelpersistentie (3 ms of minder)
- Een hoge verversingssnelheid (meer dan 60 Hz)
- Globaal beeldscherm waar alle pixels gelijktijdig oplichten.
- Optisch apparaat.
- Optische kalibratie
- Accurate tracking - accuraatheid van een mm of beter
- Lage latentie (20 ms)

## Immersieve virtuele realiteit
Immersieve virtuele realiteit is een hypothetische technologie die zich voornamelijk uit in de vorm van kunstprojecten (o.a. CREW) en zich voordoet als de immersie of onderdompeling in een artificiële omgeving waar de gebruik zich in de consensus werkelijkheid waant.

## Immersieve digitale omgevingen
Een immersieve digitale omgeving is een artificiële, interactieve, computer-gegenereerde scene of wereld waarin de gebruiker zich kan onderdompelen.
Immersieve digitale omgevingen verschillen van virtuele realiteit daar ze niet impliciet naar de werkelijkheid hoeven te verwijzen. Een immersieve digitale omgeving kan mogelijk een model van de realiteit zijn maar evenwel een gefantaseerde gebruiksinterface of abstractie, zolang de gebruiker zich maar deel voelt van de gesimuleerde omgeving. Hiervoor wordt gebruik gemaakt van 3D-beelden, surroundgeluid, interactieve gebruikersinvoer en andere factoren zoals simpliciteit, functionaliteit en het genotspotentieel. Onder ontwikkeling zijn de toevoeging van haptische ervaringen, zoals wind, vibratie en sfeerlicht.

### Perceptie
Een complete immersie is enkel mogelijk wanneer alle zintuigen (zoals zicht, gehoor, tast, reuk en smaak) de digitale ervaring als fysisch werkelijk beschouwen. Dit kan verwezenlijkt worden door middel van onder andere:
- Panoramische 3D-beeldschermen (visueel)
- Surroundgeluid (auditief)
- Haptiek en krachtterugkoppeling (tactiel)[7][8]
- Geursimulatie (olfactorisch)
- Smaaksimulatie (gustatief)[9]

### Interactie
Eens de zintuigen de omgeving als werkelijk beschouwen moet de gebruiker in staat zijn om op een intuïtieve manier met deze digitale omgeving in interactie te treden.